# Château de Petit-Bigard
Cet article possède un paronyme, voir Bigard.
Le château de Petit-Bigard, appelé également château Wittouck, est situé à Petit-Bigard dans la commune de Leeuw-Saint-Pierre dans un parc où coule la Zuen, affluent de la Senne.

## Historique
C'était jadis un prieuré qui fut nationalisé par l'État français lorsque les Pays-Bas furent cédés à la France par l'empereur François Ier lors du traité de Campo-Formio.
Le domaine avec 100 hectares fut acheté moyennant 45 000 francs, le 28 floréal de l'an VIII (18 mai 1800), par un haut-magistrat Guillaume Wittouck, ancien conseiller à la Cour Suprême de Brabant et alors, sous le Consulat, juge au Tribunal d'Appel de Bruxelles, qui transforma l'ancien prieuré en château familial.
Son fils François Wittouck (1783-1815), maire de Leeuw-Saint-Pierre, époux de Pétronille van Cutsem habitait le château à l'arrivée, en 1814, dans le village des troupes russes d'occupation composées de cosaques qui occupèrent le domaine et firent périr François Wittouck en le frappant à coup de knout.
Par la suite, Félix-Guillaume Wittouck, bourgmestre de Leeuw-Saint-Pierre, fils du précédent, réédifia le château et lui adjoignit des ailes construites par l'architecte Henri Beyaert.
Le 14 novembre 1941, le château fut acheté à Jacques Wittouck par les Pères de Scheut qui en firent un lieu de retraite pour les anciens missionnaires de cette congrégation missionnaire.

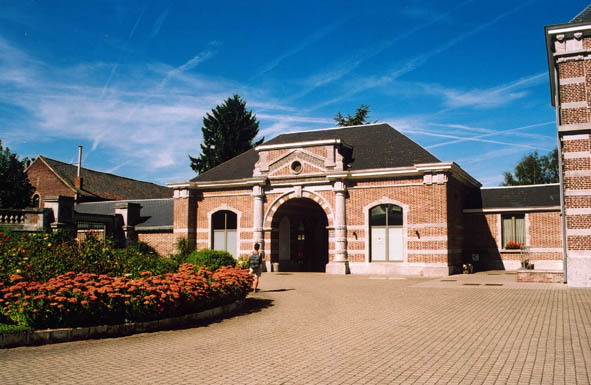
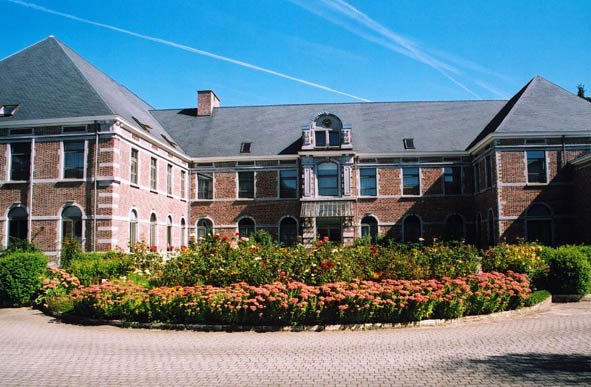
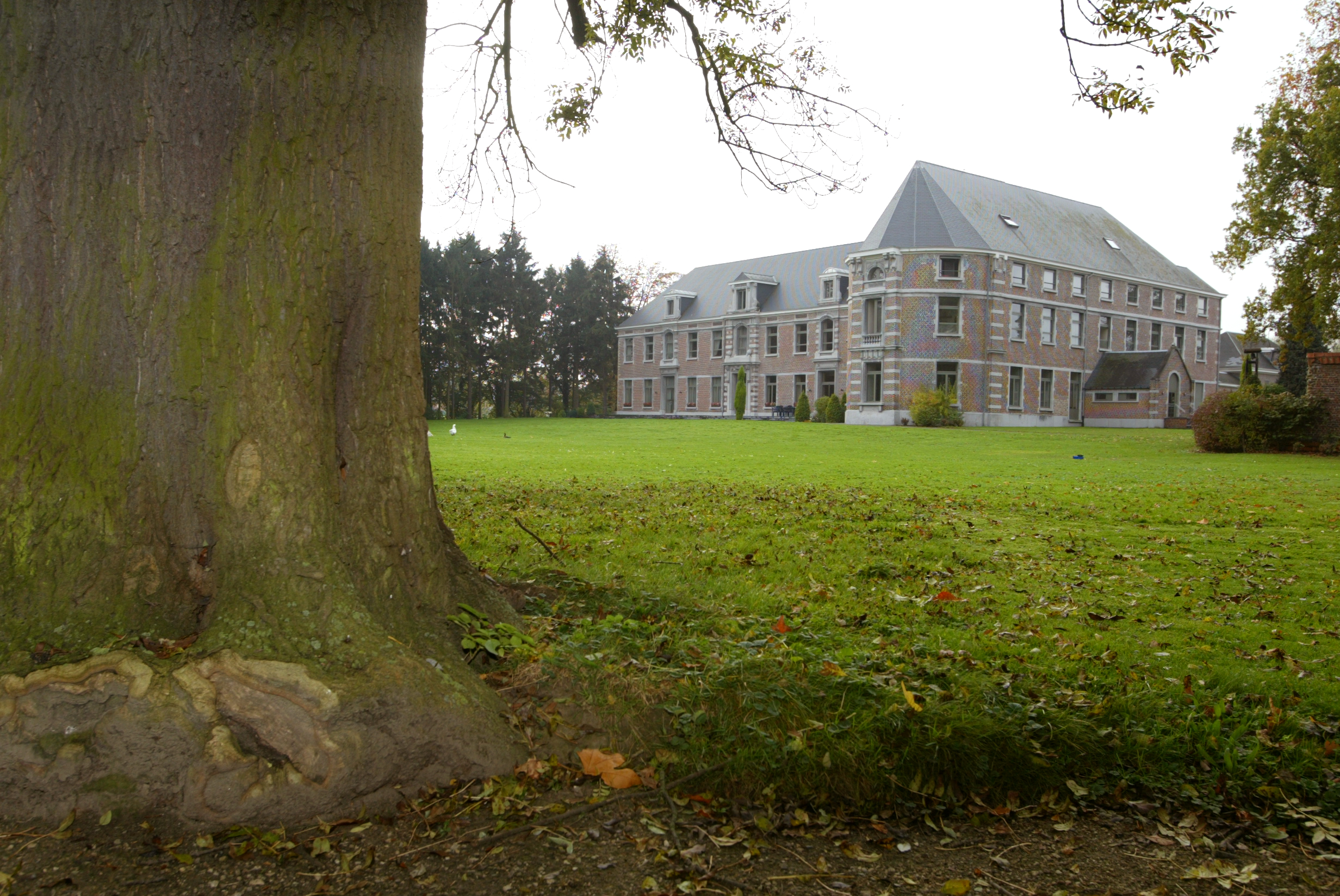